# Кузнецов, Эдуард Анатольевич
Эдуард Анатольевич Кузнецов (род. 6 августа 1967, Барабаш, Приморский край) — государственный и политический деятель. Депутат Государственной Думы восьмого созыва. Депутат Законодательного собрания Краснодарского края VI созыва.
Из-за вторжения России на Украину, находится под международными санкциями стран Евросоюза, США и ряда других стран

## Биография
Родился 6 августа 1967 года в селе Барабаш, ныне Хасанского района Приморского края. Воспитывался в семье военнослужащего. После завершения обучения в школе, с 1984 по 1988 года проходил учёбу в Свердловском высшем военно-политическом танко-артиллерийском училище имени Л. И. Брежнева.
В 1995 году прошёл обучение, получив дополнительное образование и специальность «менеджер» в Региональном учебном центре переподготовки военнослужащих при Кубанском государственном университете. В дальнейшем успешно окончил обучение во Всероссийском заочном финансово-экономическом институте.
С 1994 по 2001 годы Эдуард Анатольевич трудился в различных коммерческих организациях, затем до 2008 года работал в органах государственной власти.
10 сентября 2017 года избран депутатом Законодательного Собрания Краснодарского края VI созыва. Является членом Всероссийской политической партии «Единая Россия». Работал в комитете по финансово-бюджетной, налоговой и экономической политике.
Занимался общественной работой, был вице-президентом и исполнительным директором Ассоциации «Объединение работодателей Краснодарского края». Входил в Общественный совет по защите прав малого и среднего бизнеса при прокуратуре края; возглавлял совет при управлении ФНС по Краснодарскому краю.
На выборах в Государственную Думу VIII созыва, которые прошли в сентябре 2021 года, был включён в региональные списки политической партии «Единая Россия» по Краснодарскому краю. По итогам выборов получил мандат депутата Государственной Думы VIII созыва. С 12 октября 2021 года приступит к депутатским обязанностям.
Женат.

## Задекларированные доходы
По итогам 2020 года Эдуард Кузнецов задекларировал доход в сумме 3 миллионов 173 тысячи рублей, его супруга заработала 423 тысячи рублей. В собственности депутата имеется квартира 164,9 кв. метров. Жена владеет тремя квартирами, тремя земельными участками, жилым домом и автомобилем HYUNDAI Grand Santa Fe.

## Санкции
16 декабря 2022 года, на фоне вторжения России на Украину, внесен в санкционный список Евросоюза за поддержку и реализации политики, подрывающую территориальную целостность, суверенитет и независимость Украины.
30 сентября 2022 года был внесён в санкционный список США в ответ на «фиктивные референдумы» и «аннексию территорий Украины российскими оккупационными силами». Государственный департамент отмечает что депутаты единогласно приняли закон о фейках, а некоторые депутаты сыграли ключевую роль в распространении российской дезинформации о войне.
По аналогичным основаниям включён в санкционные списки Швейцарии, Украины, Канады и Новой Зеландии